# یوکی فوجیموتو
یوکی فوجیموتو (ژاپنی: 藤本 雄基؛ زادهٔ ۵ مهٔ ۱۹۸۶) یک بازیکن فوتبال اهل ژاپن است.
از باشگاه‌هایی که در آن بازی کرده‌است می‌توان به باشگاه فوتبال تسپاکوستاسو گونما اشاره کرد.